# Stretto di Singapore
Lo stretto di Singapore (in inglese Singapore Strait, in malese e indonesiano Selat Singapura, in cinese tradizionale: 新加坡海峽, semplificato: 新加坡海峡 Xīnjiāpō hǎixiá) è uno stretto marittimo, lungo 114 chilometri e largo 16.  Esso è convenzionalmente delimitato dallo stretto di Malacca ad ovest, il Mar Cinese meridionale ad est, l'isola di Singapore a nord, le isole di Riau a sud.
Il canale include lo scalo ad acque profonde di Keppel Harbour e molte piccole isole ed offre il principale passaggio ad acque profonde per il grande porto di Singapore, ciò che lo rende estremamente trafficato.